# Francisco Pavón
Francisco „Paco” Pavón Barahona (n. 9 ianuarie 1980 în Madrid, Spania) este un fost fotbalist spaniol care a jucat pe postul de fundaș central.